# Phyllidia haegeli
Phyllidia haegeli is een slakkensoort uit de familie van de Phyllidiidae. De wetenschappelijke naam van de soort is voor het eerst geldig gepubliceerd in 2000 door Fahrner & Beck.